# Dorcadion turcicum
Dorcadion turcicum är en skalbaggsart som beskrevs av Stefan von Breuning 1963. Dorcadion turcicum ingår i släktet Dorcadion och familjen långhorningar. Inga underarter finns listade i Catalogue of Life.